# 柳芳 (唐朝)
柳芳（？—？），字仲敷，蒲州河东县（今山西省运城市）人，出自河东柳氏西眷，唐朝史官。《旧唐书》似乎收了柳芳的国史的大部分内容，作为它记述唐朝前半期历史的基础。

## 生平
柳芳是北周中书侍郎、美阳孝公柳虬的后裔，父亲柳彦昭是太子文学。开元末年，柳芳擢进士第，擔任永寧縣尉、直史馆。唐肅宗時，擔任史官，後又擔任拾遺、補闕、員外郎等職，曾與韋述共修《国史》，韦述死，柳芳獨力寫成《国史》一百三十卷。此外柳芳的作品還有姓係論。
上元元年（760年）因事被貶官到黔中（今貴州地區），途中與高力士同行，兩人聊了許多开元、天寶年間事，柳芳據此寫《唐歷》40卷。唐宣宗詔令宰相崔龜從寫《續唐歷》。历左金吾卫骑曹参军、史馆修撰。位终右司郎中、集贤学士。有子柳登，字成伯；柳冕，字敬叔。

## 编写《唐历》
756年，安禄山占领长安，史馆的馆址被焚，在此以前的唐朝早期记录全被毁，仅留下的记录是由史官韦述所写并保存在他家中的国史的私人底稿。此书由柳芳续至玄宗时期之末，它不但为941年起开始撰写的《旧唐书》的作者，也为从《通典》（成于801年）开始的各种行政类书的编者提供了初唐历史唯一的重要材料。
《旧唐书》似乎收了柳芳的国史的大部分内容，作为它记述唐朝前半期历史的基础。柳芳的工作十分困难。大部分材料已经散佚，无法寻找。此外，柳芳是在政治形势异常困难的情况下写作的。他在新帝肃宗的指使下撰写，而肃宗已通过明目张胆的篡位而把玄宗废黜，以需要把他父亲在位的最后几年说成是一个行政不当的时期，以便为他的行为提供道义上的理由。同时玄宗本人仍在世，加上安禄山发难的这场叛乱仍未解决。
柳芳本人的地位也很不保险，他因在756年附逆曾被处以流放，之所以匆忙地予以缓刑，是为了让他从事历史写作。其后柳芳所写的历史在送呈肃宗过目时受到严词批评。760年后，因不满于休烈（他补上了肃宗本纪）和令狐峘对史稿作了一些小的修订，于是又改弦更张，私下编写了《唐历》一书，在书中增添了一些细节。

## 註腳
1. 1 2 3  崔瑞德，剑桥中国隋唐史（589-906年），中国社会科学出版社，ISBN 9787500405610。

## 延伸阅读
[在维基数据编辑]
 在维基文库阅读此作者作品
 《新唐書·卷132》，出自《新唐書》